# Dólar de la Paz

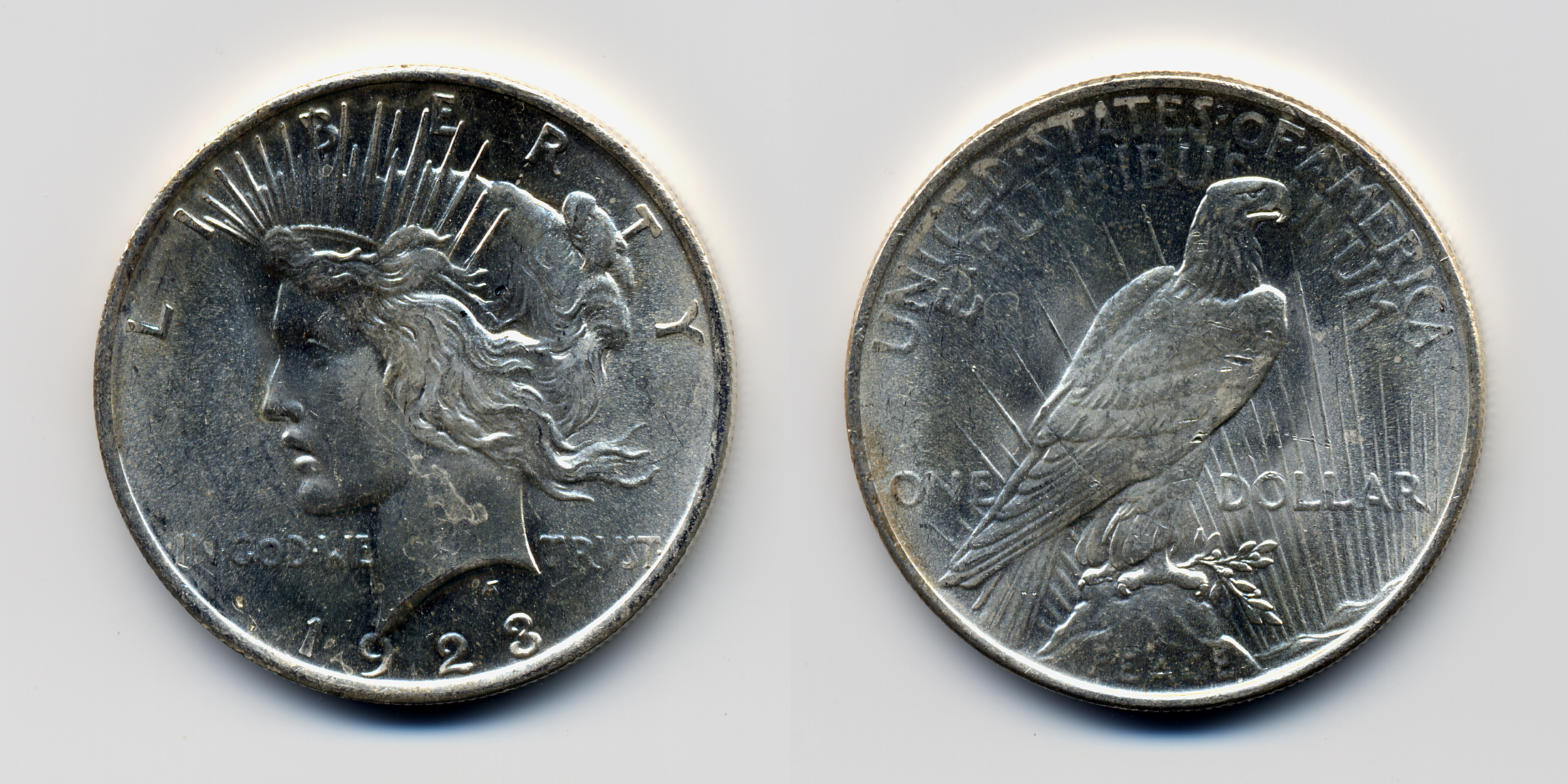
Dólar de la paz de 1928.

El dólar de la paz es una moneda de dólar estadounidense acuñada en primera instancia desde 1921 a 1928, y de nuevo, en los años 1934 y 1935 y 2021 con fines conmemorativos. Fue diseñada por el ensayador Anthony de Francisci. La moneda fue el resultado de un concurso para encontrar diseños emblemáticos de la paz. Su anverso representa la cabeza y el cuello de la Diosa de la Libertad de perfil, y el reverso representa un águila calva en reposo agarrando una rama de olivo, con la leyenda «Paz». Fue la última moneda de los Estados Unidos acuñada y puesta en circulación en plata.
Con la aprobación de la Ley Pittman en 1918, la Casa de Moneda de los Estados Unidos estaba obligada a acuñar millones de dólares de plata, y empezó a hacerlo en 1921 utilizando para ello el diseño del dólar de Morgan. Los numismáticos y coleccionistas comenzaron a presionar a la Casa de la Moneda para que emitiera una moneda que conmemorara la paz tras la Primera Guerra Mundial. Aunque no lograron que el Congreso aprobara un proyecto de ley que requería su rediseño, consiguieron persuadir a los funcionarios del gobierno para que tomaran medidas. El dólar de la paz fue aprobado por el secretario del Tesoro Andrew Mellon en diciembre de 1921, completando así el rediseño de la moneda estadounidense que había comenzado en 1907.
Los ciudadanos creían que el diseño anunciado, que incluía una espada rota, era ilustrativo de la derrota, y la Casa de la Moneda actuó apresuradamente para eliminar la espada. El dólar de la paz se acuñó por primera vez el 28 de diciembre de 1921; poco más de un millón de monedas se acuñaron con la fecha de ese año. Cuando se cumplieron los requisitos de la Ley Pittman en 1928, la Casa de la Moneda dejó de fabricarlas, pero durante 1934 y 1935 se acuñaron más monedas como resultado de nuevas leyes. En 1965, en mitad  de una gran controversia, la Casa de la Moneda de Denver acuñó más de 316 000 dólares de la paz con fecha de 1964, pero nunca se emitieron y se cree que todos se fundieron.

## Antecedentes y preparativos

### Antecedentes legales
La Ley Bland-Allison, aprobada por el Congreso el 28 de febrero de 1878, obligaba al Tesoro a comprar un mínimo de 2 millones de dólares de plata extraída de minas nacionales por mes y la utilizara para producir dólares de plata. La Casa de la Moneda usó un nuevo diseño del grabador George T. Morgan y acuñó lo que fue conocido como dólar de Morgan. Muchas de las piezas desaparecieron rápidamente en las cámaras acorazadas de los bancos para disponer de ellas como respaldo financiero para papel moneda canjeable por monedas de plata y conocido como certificados de plata. En 1890, las compras requeridas por la Ley Bland-Allison se incrementaron enormemente con los términos de la Ley Sherman de compra de plata. Pese a que la Ley Sherman fue derogada en 1893, no fue hasta 1904 que el gobierno acuñó en dólares la última plata comprada. Una vez hecho, cesó la producción de esta moneda.
Durante la Primera Guerra Mundial, el gobierno alemán esperaba desestabilizar el dominio británico sobre la India mediante la difusión de rumores de que los británicos no podían canjear por plata todo el papel moneda que habían impreso. Estos rumores, y el acaparamiento de plata, provocaron que el precio de la plata subiera y se corriera el riesgo de que el esfuerzo bélico británico resultara dañado. Los británicos recurrieron a su aliado de guerra, los Estados Unidos, al que solicitaron comprar plata para aumentar la oferta y bajar el precio. Como respuesta, el Congreso aprobó la Ley Pittman del 23 de abril de 1918. Este estatuto otorgó autoridad a los Estados Unidos para vender metal al gobierno británico por un valor de hasta 350 000 000 dólares de plata a 1 dólar la onza de plata más el valor del cobre de las monedas y los gastos de manipulación y transporte. Solo se fundieron 270.232.722 monedas para vender a los británicos, pero eso representaba el 47 % de todos los dólares de Morgan acuñados hasta el momento. Los términos de la ley obligaban al Tesoro a acuñar nuevos dólares de plata para reemplazar las monedas que se habían fundido, así como a acuñarlas con plata comprada a las compañías mineras estadounidenses.

### Idea e intento de legislación
No se sabe con seguridad quién tuvo la idea de usar una moneda de EE. UU. para conmemorar la paz tras la Primera Guerra Mundial; su origen generalmente se atribuye a un artículo de Frank Duffield publicado en el ejemplar de la revista The Numismatist de noviembre de 1918. Duffield sugirió que «se emitiera una moneda de la victoria en tales cantidades que nunca llegara a escasear». En agosto de 1920, en la convención de la Asociación Americana de Numismática (ANA) celebrada en Chicago, se leyó un documento del numismático Farran Zerbe. En el documento, titulado Conmemorar la paz con una moneda en circulación, Zerbe pedía la emisión de una moneda para celebrar la paz, y declaraba:
No quiero que se me malinterprete como partidario del dólar de plata para la moneda de la paz, pero, si se reanuda la acuñación de dólares de plata en un futuro inmediato, es probable y conveniente que haya un nuevo diseño. Se están proporcionando lingotes de plata para este propósito, existe la ley para la acuñación y el límite de la cantidad está fijado: todos son factores que ayudan a allanar el camino para quienes abogan por la moneda de la paz. Y luego, dimos nuestros dólares de plata para ayudar a ganar la guerra. Los restauramos en conmemoración de la victoria y la paz.
La propuesta de Zerbe llevó al nombramiento de un comité que transmitiera la propuesta al Congreso y le instara a su adopción. Según el historiador numismático Walter Breen, «Aparentemente, esta fue la primera vez que un coleccionista de monedas ejerció suficiente poder político para influir no solo en la agencia de la Casa de la Moneda, sino también en el Congreso». El comité contó con el renombrado coleccionista de monedas y congresista William A. Ashbrook (demócrata por Ohio), que había presidido el Comité de Moneda, Pesos y Medidas de la Cámara hasta que los republicanos consiguieron el control tras de las elecciones de 1918.
Ashbrook fue derrotado para la reelección en las elecciones de 1920; entonces, los períodos de mandato del Congreso no terminaron hasta el 4 de marzo del año siguiente. Se comportó amigablemente con el nuevo presidente del comité Albert Henry Vestal (republicano por Indiana) y lo persuadió para programar una audiencia sobre la propuesta de la moneda de la paz para el 14 de diciembre de 1920. Aunque no se presentó ningún proyecto de ley, el comité escuchó a los delegados de la ANA, dialogó sobre el asunto y favoreció el uso del dólar de plata, que como moneda importante tuvo más margen para un diseño artístico. El comité no actuó de manera inmediata. En marzo de 1921, después de que el gobierno de Harding asumiera el cargo, Vestal se reunió con el nuevo secretario del Tesoro, Andrew W. Mellon, y con el director de la Casa de la Moneda Raymond T. Baker para hablar sobre el tema, quienes le ofrecieron su apoyo siempre y cuando el rediseño no acarreara ningún gasto.
El 9 de mayo de 1921, la Casa de la Moneda de Filadelfia reanudó la acuñación del dólar de Morgan en respuesta a la petición de reimpresión de la Ley Pittman. Ese mismo día, el congresista Vestal presentó como resolución conjunta el proyecto de ley de autorización del dólar de la paz. Vestal colocó su proyecto de ley en el Calendario de Consentimiento Unánime, pero el Congreso aplazó la sesión con un largo receso sin tomar ninguna medida. Cuando el Congreso regresó, Vestal pidió el consentimiento unánime para que el proyecto de ley se aprobara el 1 de agosto de 1921. Sin embargo, el representante y exlíder republicano por Illinois James R. Mann se opuso. En relación con ello, el historiador numismático Roger Burdette sugiere que la relevancia de Mann en la Cámara de Representantes era una garantía de que el proyecto de ley no se aprobaría. No obstante, Vestal se reunió con la ANA y les dijo que esperaba que el Congreso reconsiderara su decisión cuando se reunieran de nuevo en diciembre de 1921.

### El concurso
Tiempo después de la audiencia de diciembre de 1920 solicitada por la ANA, el presidente de la Comisión de Bellas Artes de Estados Unidos, Charles Moore, supo de la acción propuesta por el Congreso y decidió investigar. Moore, junto con el miembro de la Comisión y diseñador del níquel Buffalo James Earle Fraser, se reunió con Baker el 26 de mayo de 1921. Acordaron que sería apropiado celebrar un concurso de diseño para el dólar propuesto bajo los auspicios de la Comisión. Este acuerdo se formalizó el 26 de julio con la recomendación escrita de la Comisión a la Casa de la Moneda de la organización de un concurso para seleccionar diseños al que tuvieran acceso solo los escultores invitados. El ganador de la concurso recibiría un premio de 1 500 dólares en efectivo, mientras que los demás participantes recibirían 100 dólares. El 28 de julio, el presidente Harding emitió el Decreto Ley 3524, en el que se requería que los diseños de la moneda fueran presentados a la Comisión antes de que el secretario del Tesoro diera su aprobación. A principios de septiembre, tras el fracaso del proyecto de ley, Baker se puso en contacto con Moore y dejó a un lado el asunto a la espera de la acción del Congreso. 
En noviembre, los defensores de la moneda de la paz se habían dado cuenta de que la aprobación del Congreso no era necesaria. Según una ley de 1890, dado que el dólar de Morgan se había acuñado durante más de 25 años, era susceptible de ser reemplazado a criterio del secretario del Tesoro. El diseño de Morgan se estaba utilizando para grandes cantidades de dólares de plata puesto que la Casa de la Moneda acuñaba monedas para reemplazar las que se habían fundido según la Ley Pittman. Aunque el Congreso aún no se había reunido, Baker se puso en contacto con Fraser a principios de noviembre para discutir los detalles del concurso de diseño. Según Burdette, el entusiasmo renovado de Baker surgía del hecho de que el presidente Harding estaba a punto de declarar formalmente el fin de la guerra con Alemania, una declaración necesaria porque Estados Unidos no había ratificado el Tratado de Versalles. Además, en breve se convocaría la Conferencia de Washington sobre desarme, en la que la administración tenía depositadas grandes esperanzas. El 19 de noviembre, Fraser mandó una carta personal a los participantes del concurso; cuatro días después les envió las reglas y los requisitos oficiales, con el requerimiento de que debían contestar antes del 12 de diciembre. Entre los participantes del concurso estaban Hermon MacNeil, Victor D. Brenner y Adolph Weinman, cada uno de los cuales había diseñado otras monedas estadounidenses.
A los artistas se les indicó que debían representar la cabeza de la Libertad en el anverso «tan hermosa y tan llena de carácter como fuera posible». En el reverso debía representarse un águila, según lo descrito por la Ley de acuñación de monedas de 1792, pero, contrariamente, se dejó a criterio del artista. La pieza también tenía que llevar la denominación, el nombre del país, «E pluribus unum», el lema «In God We Trust», y la palabra «Liberty».
El 13 de diciembre, la comisión se reunió para revisar los diseños presentados, así como un conjunto realizado por el grabador jefe Morgan de la Casa de la Moneda a petición de Baker, y un conjunto, no solicitado, de un señor Folio de la ciudad de Nueva York. Se desconoce cómo se expusieron los diseños ante la Comisión. Tras una ardua deliberación entre Fraser, Moore y Herbert Adams (escultor y exmiembro de la Comisión), se seleccionó por unanimidad un diseño de Anthony de Francisci.

### El diseño

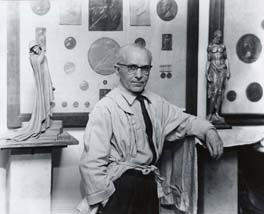
Anthony de Francisci en su estudio.

De Francisci, de 34 años, era el más joven de los concursantes; también era de los menos experimentados en el ámbito del diseño de monedas. Si bien casi todos los demás habían diseñado monedas normales o conmemorativas para la Casa de la Moneda, el único esfuerzo de De Francisci había sido la conversión de los dibujos del medio dólar conmemorativo de Maine de 1920 en el diseño final. De Francisci había tenido poco margen en ese proyecto, y más tarde dijo de la obra, «No lo considero muy favorable».

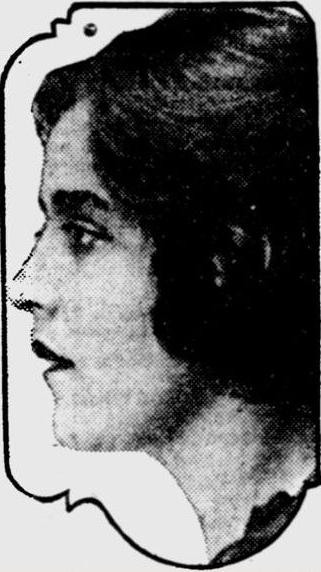
Teresa de Francisci, cuyos rasgos sirvieron de modelo para el diseño del dólar de la paz.

El escultor basó el diseño anverso de la Libertad en los rasgos de su esposa, Teresa de Francisci. Debido a la corta duración del concurso, carecía de tiempo para contratar a una modelo con las características que imaginaba. Teresa de Francisci nació como Teresa Cafarelli en Nápoles, Italia. En entrevistas, relató que cuando tenía cinco años y que, cuando el vapor en el que ella y su familia inmigraban pasó por la Estatua de la Libertad, quedó fascinada por la estatua, llamó a su familia e hizo una pose que la imitaba. Más tarde escribió a su hermano Rocco:
¿Recuerdas cómo yo siempre estaba posando como la Libertad, y qué mal me sentía cuando alguna otra niña era seleccionada para desempeñar ese papel en las actividades patrióticas de la escuela? A menudo, mientras estaba sentada como modelo para el diseño de Tony, pensé en esos días y ahora me veo como la señora Libertad en la nueva moneda. Parece que mi más querido sueño infantil se ha realizado.
Breen escribió que la corona irradiada que lleva la cabeza de la Libertad no es diferente de la de ciertas monedas romanas, pero está «más explícitamente destinada a recordar la de la Estatua de la Libertad». Anthony de Francisci recordó que abrió la ventana del estudio y dejó que el viento soplara sobre el cabello de su esposa mientras trabajaba. Sin embargo, sentía que el diseño no la representaba a ella en exclusiva. Señaló que «la nariz, la plenitud de la boca, son muy parecidas a las de mi esposa, aunque toda la cara se ha alargado». De Francisci presentó dos diseños del anverso; uno mostraba un águila bélica que rompía agresivamente una espada; el otro, un águila en reposo que sostenía una rama de olivo. Este último diseño, que sería la base para el reverso del dólar de la paz, recordó la entrada fallida de De Francisci para la medalla de la ciudad de Verdún. El anverso presentado es casi idéntico a la moneda tal y como se acuñó, excepto por ciertos detalles de la cara y que el diseño presentado utilizó números romanos en lugar de arábigos para la fecha.
Baker, De Francisci y Moore se reunieron en Washington el 15 de diciembre. En ese momento, Baker, que esperaba comenzar la producción del dólar de la paz en 1921, señaló lo ajustado que era el horario para que aquello se lograra, y pidió ciertos cambios de diseño. Entre ellos, estaba la inclusión de la espada rota del diseño alternativo del anverso del escultor, que se colocaría bajo el águila, en la cima de la montaña en la que se encuentra, además de la rama de olivo. Baker aprobó los diseños, sujetos a estos cambios. Los diseños revisados fueron presentados al presidente Harding el 19 de diciembre. Harding insistió en que se eliminara una pequeña característica de la cara de la Libertad que le parecía sugerir un hoyuelo, algo que no consideraba indicativo de paz, y el escultor así lo hizo.

### Controversia
El Tesoro anunció el nuevo diseño el 19 de diciembre de 1921. Fotografías de Baker y de Francisci examinando el modelo final de yeso aparecieron en los periódicos, junto con las descripciones escritas de los diseños, ya que el Tesoro en aquel momento estimaba ilegal que fotografías de una moneda de Estados Unidos salieran impresas en un periódico. El secretario Mellon aprobó formalmente el diseño el 20 de diciembre. Como a la Casa de la Moneda la producción de moldes le llevaría varios días, la primera acuñación de las nuevas monedas se programó para el 29 de diciembre.
 

El nuevo diseño fue ampliamente reportado en los periódicos y fue fuente de una intensa atención pública. Un comunicado de prensa de la Moneda describió el reverso como «una gran figura de un águila posada sobre una espada rota, agarrando una rama de olivo con la palabra "paz"». El 21 de diciembre, el New York Herald publicó un editorial mordaz contra el nuevo diseño:
Si el artista hubiera envainado la hoja o la hubiera desafilado no podría haber objeción. La funda es un símbolo de paz, por supuesto; la espada desafilada implica misericordia. Pero una espada rota lleva consigo solo asociaciones desagradables.

Una espada se rompe cuando su dueño ha caído en desgracia. Se rompe cuando se pierde una batalla y romper es la alternativa a rendirse. Una espada se rompe cuando el hombre que la lleva ya no puede mostrar lealtad a su soberano. Pero Estados Unidos no ha roto su espada. No ha sido destituida ni golpeada; no ha perdido la lealtad a sí misma. La hoja es brillante, aguda y totalmente fiable. Es lamentable que el artista haya cometido tal error en el simbolismo. La espada es un emblema de la Justicia y de la Fuerza. No dejen que este nuevo dólar engañe al mundo. El esfuerzo estadounidense para limitar el armamento y prevenir la guerra o al menos reducir su horror no significa que nuestra espada esté rota.
En ese momento, según Burdette, debido a los traumas de la Gran Guerra, los estadounidenses eran muy sensibles a sus símbolos nacionales, y no estaban dispuestos a permitir a los artistas cualquier libertad de interpretación. La Casa de la Moneda, el Tesoro y la Comisión de Bellas Artes comenzaron a recibir un gran número de cartas del público oponiéndose al diseño. De Francisci intentó defender su diseño, afirmando, «con la espada está la rama de olivo de la paz y la combinación de ambas hace imposible concebir la espada como un símbolo de la derrota». Baker había salido de Washington para visitar la Casa de Moneda de San Francisco, un viaje transcontinental de tres días. La directora interina Mary Margaret O'Reilly le envió un telegrama el 23 de diciembre, en el buscaba urgentemente su aprobación para quitar la espada del reverso, tal y como habían recomendado Moore y Fraser en una reunión la tarde anterior. Debido a la estrecha línea de tiempo para las acuñaciones del dólar de 1921, no fue posible esperar la respuesta de Baker, por lo que bajo la autoridad del subsecretario del Tesoro Seymour Parker Gilbert, a quien se acercó O'Reilly, la Casa de la Moneda procedió a rediseñarla. Para satisfacer la orden ejecutiva de Harding, la Comisión de Bellas Artes aprobó rápidamente el cambio, y cuando Baker envió el telegrama con su aprobación, el 24 de diciembre, sin poder ver las revisiones, Gilbert ya había aprobado el diseño revisado en ausencia del secretario Mellon. Se emitió un comunicado de prensa con retraso el 24 de diciembre, indicando que la espada rota que había aparecido en el reverso alternativo de Francisci no aparecería en la moneda emitida. En su edición del 25 de diciembre, el Herald se adjudicó la eliminación de la espada rota del diseño de la moneda.
Farran Zerbe, cuyo papel en la convención de la ANA ayudó a lanzar la propuesta de dólar, vio la defensa de De Francisci y el comunicado de prensa, y sugirió que el escultor había pensado erróneamente que su diseño alternativo había sido aprobado.

## Producción

### Lanzamiento inicial
La supresión de la espada del centro de acuñación, que ya había sido producida por reducción de los modelos de yeso, se logró mediante un trabajo minucioso del grabador jefe Morgan de la Casa de la Moneda mediante herramientas de grabado extremadamente finas bajo aumento. Morgan hizo el trabajo el 23 de diciembre en presencia de De Francisci, quien había sido convocado a la Casa de la Moneda de Philadelphia para asegurar que el trabajo se llevara a cabo con su aprobación. Eliminar la espada era simplemente insuficiente, ya que el resto del diseño tenía que ser ajustado. Morgan tuvo que ocultar la supresión; lo hizo extendiendo la rama de olivo, previamente medio oculta por la espada, pero tuvo que quitar una pequeña extensión del tallo que aparecía a la izquierda de las garras del águila. Morgan también reforzó los rayos y mejoró el aspecto de la pata del águila. El grabador principal hizo su labor con tal habilidad que el trabajo en el dólar no fue conocido durante más de 85 años.
El 28 de diciembre, el superintendente de la Casa de la Moneda de Filadelfia, Freas Styer, envió un telegrama a Baker, que estaba en San Francisco, en el que le confirmaba la primera acuñación del dólar de la paz. La Casa de la Moneda informó más tarde que 1 006 473 piezas se acuñaron en 1921, una tasa de producción durante los cuatro días que quedaban para terminar el año que Burdette denomina «asombrosa»; él conjetura que la acuñación de dólares de la paz de 1921 continuó en 1922. La primera moneda que se acuñó se iba a enviar al presidente Harding, pero lo que ocurrió fue de algún modo misterioso: O'Reilly indicó que ella había enviado la moneda a Harding, pero el inventario patrimonial de Harding, preparado después de que el presidente muriera en el cargo menos de dos años después, no lo menciona, ni hay ninguna alusión a la moneda en los papeles de Harding. Breen, en su obra anterior sobre monedas estadounidenses, declaró que la moneda fue entregada a Harding por el mensajero el 3 de enero de 1922, pero no indica la fuente de su información. Algunas pruebas de la producción de 1921 fueron acuñadas en la fase previa, en acabados satinados y mate, pero se desconoce exactamente cuántas se crearon con cualquiera de los dos acabados; los historiadores numismáticos Leroy Van Allen y A. George Mallis estiman que el total de acuñaciones fue de veinticuatro del primer y cinco del segundo.
El dólar de la paz se puso en circulación el 3 de enero de 1922. Al igual que todas las monedas de dólar de plata y de cobre y níquel acuñadas desde 1840 hasta 1978, el dólar de la paz tenía un diámetro de 1,5 pulgadas (38 mm), por lo que era más grande que las monedas de dólar modernas que la Casa de la Moneda acuñó posteriormente. Su emisión completó el rediseño de la moneda estadounidense que había comenzado con las emisiones de 1907. Al día siguiente, se formaron largas colas en el Sub-Treasury Building de Nueva York cuando el Banco de la Reserva Federal de esa ciudad recibió un envío; las 75 000 monedas enviadas inicialmente por la Casa de la Moneda estaban «prácticamente agotadas» al final del día. Los cajeros de los bancos contradijeron los rumores de que las monedas no se apilaban correctamente, y afirmaron a The New York Times que las monedas se apilaban tan bien como los dólares Morgan. De Francisci le había pagado a Morgan 50 de los nuevos dólares; el 3 de enero, Morgan le envió las piezas. Según su esposa, de Francisci había apostado con varias personas que perdería el concurso de diseño; utilizó las piezas para pagar las apuestas y no se guardó ninguna.
 

Según un periódico de Filadelfia:
La Libertad es cada vez más joven. Tómenlo del nuevo «dólar de la paz», puesto en circulación ayer, la joven que ha estado adorando la moneda de plata durante muchos años, nunca había lucido tanto como en la 'rueda de carro' que la Casa de la Moneda de Filadelfia acaba de empezar a producir. La joven, además, ha perdido su perfil griego. La belleza helénica parece haber sido reemplazada por el novedoso estilo de mujer 'años 20'.

### Modificación y producción
Desde el principio, la Casa de la Moneda descubrió que se tenía que aplicar una presión excesiva para resaltar el diseño de la moneda, por lo que los moldes se rompían rápidamente. El 10 de enero de 1922 y en ausencia de Baker, O'Reilly, que todavía era directora interina de la Casa de la Moneda, ordenó detener la producción del dólar. Los moldes se habían enviado a la Casa de la Moneda de Denver y de San Francisco antes de que allí comenzaran a acuñar; se les ordenó que no empezaran a trabajar hasta que se hubieran resuelto las dificultades. Se pidió a la Comisión de Bellas Artes que les aconsejara qué cambios podrían resolver los problemas. Tanto Fraser como de Francisci fueron llamados a Filadelfia, y tras repetidos intentos fallidos para resolver el problema sin reducir el relieve, de Francisci aceptó modificar su diseño para reducir el relieve. Los modelos de yeso que preparó se redujeron al tamaño de una moneda mediante el torno reductor Janvier de la Casa de Moneda. Sin embargo, aunque después de tener durante 15 años el dispositivo pantográfico, en el personal de la Casa de Moneda no había ningún experto en su uso, y, según Burdette, «si hubieran llamado a un técnico de Tiffany”s o de la empresa Medallic Art, las monedas de bajo relieve de 1922 podrían haber sido notablemente mejores de lo que fueron».
En enero de 1922, se acuñaron aproximadamente 32 400 monedas en las que Morgan había intentado mantener un mayor relieve. Aunque se creía que todas se habían fundido, ha aparecido una muestra en circulación. Además, ocasionalmente aparecen en el mercado dólares de prueba en alto relieve de 1922 y se cree que existen entre seis y diez de ellos. Las nuevas monedas de bajo relieve que Fraser aceptó en nombre de la Comisión, aunque bajo protesta, tuvieron series de producción limitada en Filadelfia a principios de febrero. Cuando los resultados fueron satisfactorios, el 13 de febrero San Francisco comenzó a acuñar sus primeros dólares de la paz con el diseño de bajo relieve; Denver inició la producción el 21 de febrero y Filadelfia el 23 de febrero. Las tres Casas de la Moneda juntas acuñaron en 1922 más de 84 millones de piezas.
El dólar de la paz de 1926 de todas las Casas de la Moneda tiene en el anverso la palabra «Dios», ligeramente en negrita. Las letras del dólar de la paz se solían grabar indistintamente, y Burdette sugiere que el nuevo grabador jefe, John R. Sinnock (que sucedió a Morgan después de su muerte en 1925), pudo haber comenzado a trabajar en el centro del lema «En Dios confiamos», y por razones desconocidas, solo esa palabra se resaltó en negrita. Ningún registro de la Casa de la Moneda mencionan este asunto, que no se descubrió hasta 1999. 
El dólar de la paz circulaba principalmente en el oeste de los Estados Unidos, donde se prefería la monedas a los billetes, y tuvo poca circulación en otras zonas. Aparte de este uso, las monedas se guardaron en cámaras acorazadas como parte de las reservas bancarias. Con frecuencia se adquirían en los bancos como regalos de Navidad, y la mayoría se volvía a depositar allí en enero. Con la última acuñación de plata en moneda de 1928 por la Ley Pittman, la Casa de la Moneda dejó de producir dólares de la paz. 
La producción de dólares de la paz se reanudó en 1934, debido a otra ley del Congreso; esta requería que la Casa de la Moneda comprara grandes cantidades de plata nacional, un producto cuyo precio estaba en su mínimo histórico. Esta ley aseguró a los productores un mercado inmediato para su producto, con la ganancia de una gran beneficio en señoreaje para la Casa de la Moneda gracias a la monetización de plata comprada a bajo precio. De hecho, la Casa de la Moneda pagó  algunos envíos de lingotes de plata en dólares de plata. De acuerdo con esta autorización, se acuñaron más de siete millones de dólares de la paz de plata en 1934 y 1935. Los funcionarios de la Casa de la Moneda consideraron la posibilidad de acuñar dólares de plata en 1936 y, de hecho, prepararon los moldes de trabajo, pero al no haber demanda comercial para ellos, no se acuñó ninguno. Como el grabador jefe Sinnock de la Casa de la Moneda pensaba que era poco probable una futura demanda de esa unidad de valor, se ordenó la destrucción de los moldes maestros en enero de 1937.

## Acuñación de los dólares de la paz de fecha 1964

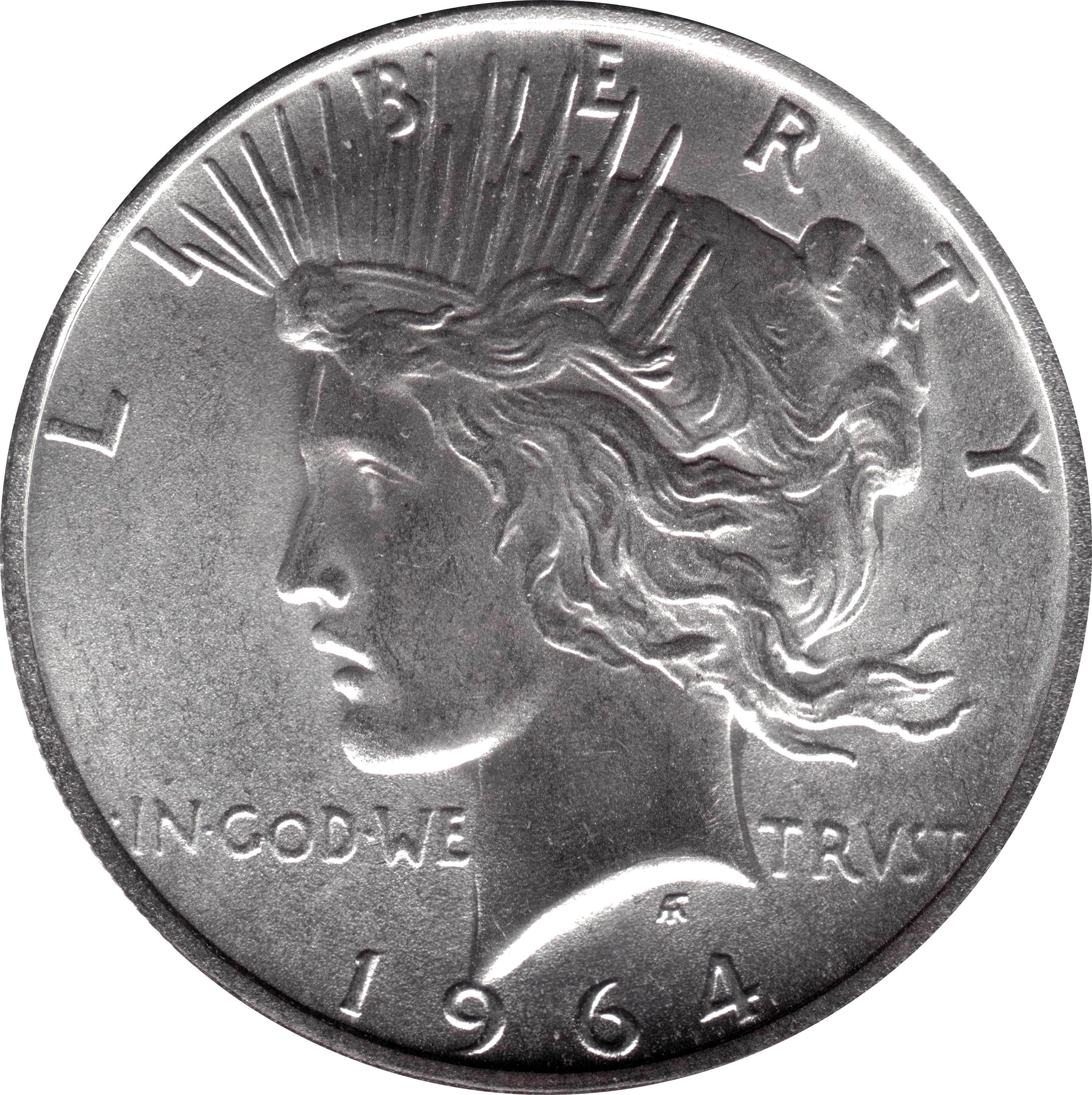
Dólar de la paz de plata acuñado en 1964.

El 3 de agosto de 1964, el Congreso aprobó la legislación que preveía la acuñación de 45 000 000 de dólares de plata. Las monedas de plata, incluyendo el dólar, se habían vuelto escasas debido a su acaparamiento a medida que el precio de la plata aumentaba hasta el punto en que un dólar de plata tenía más valor como lingote que como moneda. Las nuevas monedas estaban destinadas a ser utilizadas en los casinos de Nevada y en otros lugares del oeste, donde el «dinero duro» era popular. Muchos en la prensa numismática se quejaron de que los nuevos dólares de plata solo satisfarían un especial interés pequeño, y no contribuirían a aliviar la escasez general de monedas. Gran parte de la presión para que se acuñaran las monedas la ejercía el líder de la mayoría en el Senado, Mike Mansfield (demócrata por Montana), que representaba a un estado que usaba muchos dólares de plata. Los preparativos para la acuñación se llevaron a cabo en una oficina de la Casa de la Moneda reacia. Algunos moldes de trabajo habían sobrevivido a la orden de destrucción de Sinnock de 1937, pero se consideró que estaban en malas condiciones, y el grabador asistente de la Casa de la Moneda (más tarde grabador jefe) Frank Gasparro fue autorizado a producir unos nuevos. Los funcionarios de la Casa de la Moneda también habían pensado utilizar el diseño del dólar de Morgan; esta idea no fructificó y Gasparro replicó los moldes del dólar de la paz. Todos los reversos de los moldes llevaban marcas de ceca de Denver; como las monedas estaban programadas para la circulación en el oeste, se consideró lógico acuñarlas en los alrededores.
El secretario del Tesoro, C. Douglas Dillon, era contrario a volver a acuñar el dólar de la paz y a principios de 1965 informó al presidente Lyndon Johnson de la improbabilidad de que esas monedas circularan en Montana o en ningún otro lugar; simplemente las acapararían. No obstante, Dillon concluyó que, vista la insistencia del senador Mansfield, tendrían que ser acuñadas. Dillon dimitió el 1 de abril; su sucesor, Henry H. Fowler, fue inmediatamente interrogado por Mansfield sobre los dólares, y le garantizó al senador que las cosas se resolverían para su satisfacción. La directora de la Casa de la Moneda, Eva Adams, también estaba en contra de acuñar los dólares de plata, pero esperaba mantener los 600 000 dólares destinados a ese gasto. El senador Mansfield se negó a considerar cualquier cancelación o demora, y el 12 de mayo de 1965 la Casa de la Moneda de Denver inició el proceso de acuñación del dólar de la paz de fecha 1964. La Casa de la Moneda había obtenido la autorización del Congreso para continuar acuñando monedas con fecha de 1964 durante 1965.
Las nuevas piezas se anunciaron públicamente el 15 de mayo de 1965, y los vendedores de monedas ofrecieron inmediatamente 7.50 dólares por cada una, asegurándose así de que no circularían. El anuncio público provocó una tormenta de objeciones. Tanto los ciudadanos como muchos congresistas entendieron el asunto como un mal uso de los recursos de la Casa de la Moneda en medio de una grave escasez de monedas, lo que solo beneficiaría a los vendedores de monedas. El 24 de mayo, un día antes de una audiencia del Congreso convocada apresuradamente, Adams anunció de repente que las piezas se consideraban pruebas de acuñación, nunca con la intención de ponerlas en circulación. La Casa de la Moneda declaró más tarde que se habían acuñado 316 076 dólares; se comunicó que todos se habían fundido en medio de una fuerte seguridad. Para cerciorarse de que no se repetiría, el Congreso introdujo una estipulación en la Ley de acuñación de monedas de 1965 por la que se prohibía la acuñación de dólares de plata durante cinco años. No se sabe que existan dólares de la paz de fecha 1964 en manos públicas o privadas. En 1970, se descubrieron dos muestras desconocidas en una cámara acorazada del Tesoro y fueron inmediatamente destruidas. En seguida empezaron rumores y especulaciones sobre otras piezas que pudieran estar ilegalmente en manos privadas, y continúa habiéndolos de vez en cuando. Las piezas que parecen ser dólares de fecha 1964 también se han vuelto a acuñar en privado usando moldes no oficiales y genuinos de fechas anteriores a los dólares de la paz.
En 1970, en previsión de la aprobación del dólar de Eisenhower, se acuñaron algunos dólares de la paz con una composición experimental de metal base; se supone que todos se destruyeron. Esta nueva moneda de dólar fue aprobada gracias a una ley firmada por el presidente Richard Nixon el 31 de diciembre de 1970, con la representación del presidente Dwight D. Eisenhower, fallecido en marzo de 1969, en el anverso. Los dólares de Eisenhower puestos en circulación no contenían metales preciosos, aunque algunos se acuñaron en un 40 % de plata para los coleccionistas.

## Tipos de acuñación

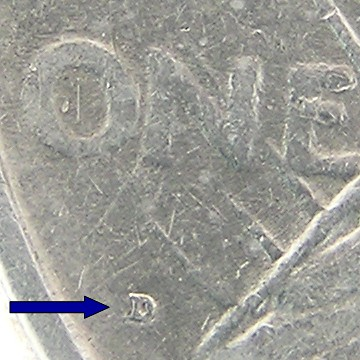
Marca de acuñación del dólar de la paz.

Ninguna de las acuñaciones del dólar de la paz es especialmente rara, y la guía A Guide Book of United States Coins (o Red Book) enumera muestras en circulación de baja calidad, cuyo valor durante la mayoría de los años fue de poco más que el valor en lingotes de la moneda. Dos excepciones son el primer año de emisión del dólar de la paz de 1921, acuñado únicamente en la Casa de la Moneda de Filadelfia y en alto relieve, y el dólar de la paz de 1928-P acuñado en bajo relieve. Los precios para el dólar de 1928-P son mucho más bajos de lo que se esperaría de una acuñación de 360 649, porque la Casa de Moneda de los Estados Unidos anunció que se producirían cantidades limitadas, por lo que muchos se guardaron. En cambio, no se guardaron grandes cantidades de dólares de 1934-S por lo que los precios de las muestras en circulación son bastante económicos, aunque las muestras de calidad media sin circulación pueden costar miles de dólares.